# Бельник (деревня)
Бельник — деревня в Зуевском районе Кировской области в составе Семушинского сельского поселения.

## География
Находится на расстоянии примерно 20 километров на юго-запад от районного центра города Зуевка.

## История
Упоминается с 1678 года, когда здесь (в то время Починок вновь росчисной Бельнишной) было учтено 3 двора, в 1719 году 28 жителей мужского пола. В 1873 году отмечено было дворов 16 и жителей 183, в 1905 году 30 и 193, в 1926 30 и 156. В 1950 году было учтено хозяйств 25 и жителей 71. В 1989 году учтено 58 жителей.

## Население
Постоянное население  составляло 67 человек (русские 100%) в 2002 году, 41 в 2010.